# Virage (film, 1978)
Pour les articles homonymes, voir Virage (homonymie).
Pour plus de détails, voir Fiche technique et Distribution.
Virage (Поворот, Le Virage) est un film soviétique réalisé par Vadim Abdrachitov, sorti en 1978,. Le scénario est adapté d'après le livre de Benjamin Kaverine.

## Synopsis
Victor, un jeune biologiste talentueux, et son épouse Natalia rentrent à Moscou après une croisière sur la mer Noire. Viktor qui est au volant heurte une vieille femme qui meurt à l'hôpital. Assigné à résidence durant l'enquête Victor se pose les questions sur son avenir. Sa liberté, son couple et la défense de sa thèse de doctorat sont menacés. Les époux tentent de se soutenir et trouver les arguments qui feraient passer l'accusé pour que victime des circonstances. Peu à peu, le héros, déchiré par les contradictions - conviction de sa propre innocence et de ses remords, se résigne et accepte son sort, il est psychologiquement prêt à répondre de ce qu'il a fait. Finalement, le tribunal l'acquitte après l'avis d'un expert.

## Fiche technique
- Titre : Virage
- Réalisation : Vadim Abdrachitov
- Scénario : Alexandre Mindadze
- Photographie : Elizbar Karavaïev
- Musique : Vladimir Martynov
- Production : Mosfilm
- Pays : URSS
- Genre : drame
- Drée : 92 minutes
- Sortie : 1978

## Distribution
- Oleg Yankovski : Victor Vedeneïev
- Irina Kouptchenko : Natacha Vedeneïeva
- Anatoli Solonitsyne : Konstantin Korolev, fils de la victime
- Iouri Nazarov : Viktor Korolev, fils de la victime
- Lioubov Strijenova : Zina, fille de la victime
- Oleg Anofriev : avocat de Vedeneïev
- Natalia Velitchko : enquêtrice
- Alexandre Kaïdanovski : médecin
- Victor Proskourine : Kobozev, le chauffeur